# 小山ゆうじろう
小山 ゆうじろう（こやま ゆうじろう、1990年 - ）は、日本の漫画家。東京都出身。

## 来歴
フリーペーパー『おてもと』の表紙の漫画などを担当していた。
2012年、『週刊少年ジャンプ』（集英社）のギャグ漫画新人公募賞「Gカップ」で「ランニングダディ」がFカップ（準入選）受賞。同作が『少年ジャンプNEXT!』（集英社） 2013 WINTERに掲載される。
『週刊少年ジャンプ』2014年10号と44号に読切『ジェントルくん』を掲載する。
『少年ジャンプ+』（集英社）2014年9月22日（創刊日）から2017年3月23日までイーピャオと共に『とんかつDJアゲ太郎』を毎週木曜更新で連載した。
2017年10月には『おじゃる丸』の放送20周年記念イラストを描いた。

## 作品

### 漫画作品
凡例
- 太字は連載作品
- 〈掲載誌〉NEXT!：少年ジャンプNEXT!、WJ：週刊少年ジャンプ、＋：少年ジャンプ+（いずれも集英社）。

| タイトル               | 形式 | 掲載号                          | 収録 | 備考              |
| ---------------------- | ---- | ------------------------------- | ---- | ----------------- |
| ランニングダディ       | 読切 | NEXT! 2013 WINTER               | -    | 「Gカップ」準入選 |
| ジェントルくん         | 読切 | WJ 2014年10号 WJ 2014年44号     | -    |                   |
| とんかつDJアゲ太郎     | 連載 | + 2014年9月22日 - 2017年3月23日 | -    |                   |
| かっとべ！ホーム乱之介 | 読切 | + 2017年11月2日                 | -    |                   |
| お風呂                 | 読切 | + 2017年11月9日                 | -    |                   |
| やったぜ！ポメラニアン | 読切 | WJ 2023年3号                    | -    |                   |

### その他
- 『マツコ&有吉 かりそめ天国』番組ロゴ[5]